# Lisove
Lisove (en ucraniano: Лісове, en ruso: Лесовое) es un asentamiento ucraniano ubicado en el Raión de Kropyvnytsky en el Óblast de Kirovogrado.

## Historia
Hasta el 18 de julio de 2020, Lisove pertenecía al Raión de Oleksandrivka. El raión se abolió en julio de 2020 como parte de la reforma administrativa de Ucrania, que redujo el número de riones del Óblast de Kirovogrado a cuatro. El área del Raión de Oleksandrivka se fusionó con el Raión de Kropyvnytsky.